# FarCargo
Farcargo er et fragtflyselskab fra Færøerne. Det operere primært fragtflyvninger for moderselskabet Bakkafrost med ét Boeing 757-fly.
Den 16. januar 2024 modtog selskabet sit første fly. Det var et Boeing 757 fra 2001, der fik den svenske
registrering SE-RLE, da det skulle opereres på det svenske flyselskab West Air Swedens licens.